# Zamach w Sehwanie (2017)
Zamach terrorystyczny w Sehwanie – samobójczy atak na suficką świątynię-grobowiec mistyka Lal Szachbaza Kalandara w Sehwanie, przeprowadzony 16 lutego 2017 przez Państwo Islamskie. W jego wyniku zginęło 88 osób, zaś ponad 250 odniosło rany.

## Przebieg wydarzeń
Celem ataku był meczet, w którym pochowany jest suficki mistyk i poeta Muhammad Usman Marwandi, zwany Lal Szachbaz Kalandar. Świątynia jest jednym z najważniejszych miejsc pielgrzymkowych w Pakistanie. Codziennie odbywają się w niej sufickie obrzędy, w tym tańce rytualne dhamaal. 
Organizatorem zamachu było Państwo Islamskie, które uważa wyznawców sufizmu za heretyków. Był to kolejny atak zorganizowany w Pakistanie przez tę organizację w lutym 2017, po samobójczym ataku na demonstrację w Lahaur i zamachach w Peszawarze. 
Zamachowiec samobójca wysadził się w powietrze we wnętrzu meczetu, podczas rytualnego tańca w czasie wieczornej modlitwy, prawdopodobnie atakując w szczególności część świątyni przeznaczoną dla kobiet i dzieci. Świątynia była w momencie zamachu wypełniona wiernymi. Przed wysadzeniem się napastnik rzucił granat, który nie wybuchł.
W zamachu zginęło lub zmarło wskutek odniesionych ran przynajmniej 88 osób, w tym 30 dzieci, a ponad 250 osób zostało poszkodowanych. Osoby, które przeżyły eksplozję, były przewożone do szpitali w Karaczi i innych większych miast w prowincji wojskowymi helikopterami oraz prywatnymi samochodami, gdyż w samym Sehwanie znajdują się jedynie placówki udzielające podstawowej pomocy medycznej.

## Reakcja
Premier Pakistanu Nawaz Sharif oraz głównodowodzący pakistańskich sił zbrojnych gen. Qamar Javed Bajwa odwiedzili dzień po zamachu Sehwan. Premier spotkał się z ofiarami i przeprowadził w mieście specjalną naradę, podczas której polecił bezwzględne zwalczanie terrorystów. Bezpośrednio po zamachu, w piątek 17 lutego, pakistańskie wojsko i policja zorganizowały masowe aresztowania podejrzanych o działalność w ekstremistycznych organizacjach oraz zabiły ponad 100 osób uznanych za terrorystów.
Wierni suficcy z Sehwanu twierdzą, że zgłaszali wcześniej odpowiednim organom pogróżki, jakie docierały do nich ze strony talibów i innych sunnickich organizacji fundamentalistycznych, jednak ich skargi były lekceważone. Zapowiedzieli, że mimo zagrożenia kolejnymi atakami nie zaprzestaną codziennego organizowania nabożeństw w zniszczonej przez wybuch świątyni.